# FINA
Liên đoàn Bơi lội Thế giới, hay viết tắt là FINA (tiếng Pháp: Fédération internationale de natation, tiếng Anh: International Swimming Federation) là một liên đoàn quốc tế được công nhận bởi Ủy ban Olympic quốc tế (IOC) quản lý các giải đấu quốc tế các môn thể thao dưới nước. Đây là một trong những liên đoàn quốc tế đưa ra quy định về môn/phân môn cho IOC và/hoặc cộng đồng quốc tế. Liên đoàn có trụ sở tại Lausanne, Thụy Sĩ.
FINA hiện giám sát năm môn thể thao dưới nước: bơi, nhảy cầu, bơi nghệ thuật, bóng nước và bơi ngoài trời. Bắt đầu từ năm 2013, nhảy cầu cao là một phân môn mới của FINA. FINA cũng giám sát giải "Masters" (dành cho người trưởng thành) của các phân môn này.
Ngày 24 tháng 7 năm 2009, Julio Maglione của Uruguay được bầu làm Chủ tịch FINA.

## Lịch sử
FINA được thành lập 17 tháng 9 năm 1908 tại khách sạn Manchester ở Luân Đôn, Anh Quốc sau khi kết thúc Thế vận hội Mùa hè 1908 bởi các Liên đoàn bơi của Anh, Bỉ, Đan Mạch, Đức, Hungary, Pháp, Phần Lan và Thụy Điển.
Số lượng liên đoàn các quốc gia theo năm:
- 1908: 8
- 1928: 38
- 1958: 75
- 1978: 106
- 1988: 109
- 2000: 174
- 2008: 197
- 2010: 202
- 2012: 203
- 2015: 208[5]
- 2016: 207
- 2017: 209

## Thành viên
Tháng 2 năm 2015, Kosovo trở thành thành viên thứ 208 của FINA.
Các thành viên được chia theo các châu lục, có 5 hiệp hội châu lục nơi họ có thể chọn để làm thành viên:
- Châu Á (44): Liên đoàn bơi châu Á (AASF)
- Châu Âu (52): Liên đoàn bơi châu Âu (LEN)
- Châu Đại Dương(15): Hiệp hội bơi châu Úc (OSA)
- Châu Mỹ (44): Liên đoàn bơi châu Mỹ (ASUA)
- Châu Phi (52): Liên đoàn bơi châu Phi (CANA)

Ghi chú: Các số sau mỗi tên lục địa là số lượng thành viên FINA thuộc vào khu vực địa lý nhất định. Nó không nhất thiết phải là số lượng thành viên trong hiệp hội châu lục

## Chủ tịch
Mỗi chủ tịch có nhiệm kỳ bốn năm, bắt đầu và kết thúc một năm sau Thế vận hội Mùa hè (chẳng hạn, nhiệm kỳ hiện tại là 2013-2017).
| Chủ tịch FINA                  | Chủ tịch FINA | Chủ tịch FINA |
| Tên                            | Quốc tịch     | Nhiệm kỳ      |
| ------------------------------ | ------------- | ------------- |
| George Hearn                   | Anh Quốc      | 1908–1924     |
| Erik Bergvall                  | Thụy Điển     | 1924–1928     |
| Émile-Georges Drigny           | Pháp          | 1928–1932     |
| Walther Binner                 | Đức           | 1932–1936     |
| Harold Fern                    | Anh Quốc      | 1936–1948 (*) |
| Rene de Raeve                  | Bỉ            | 1948–1952     |
| M.L. Negri                     | Argentina     | 1952–1956     |
| Jan de Vries                   | Hà Lan        | 1956–1960     |
| Max Ritter                     | Đức           | 1960–1964     |
| William Berge Phillips         | Úc            | 1964–1968     |
| Javier Ostos Mora              | México        | 1968–1972     |
| Dr. Harold Henning             | Hoa Kỳ        | 1972–1976     |
| Javier Ostos Mora (nhiệm kỳ 2) | México        | 1976–1980     |
| Ante Lambaša                   | Nam Tư        | 1980–1984     |
| Robert Helmick                 | Hoa Kỳ        | 1984–1988     |
| Mustapha Larfaoui              | Algérie       | 1988–2009     |
| Julio Maglione                 | Uruguay       | 2009–2021     |
| Husain Al-Musallam             | Kuwait        | 2021-nay      |

## Các sự kiện

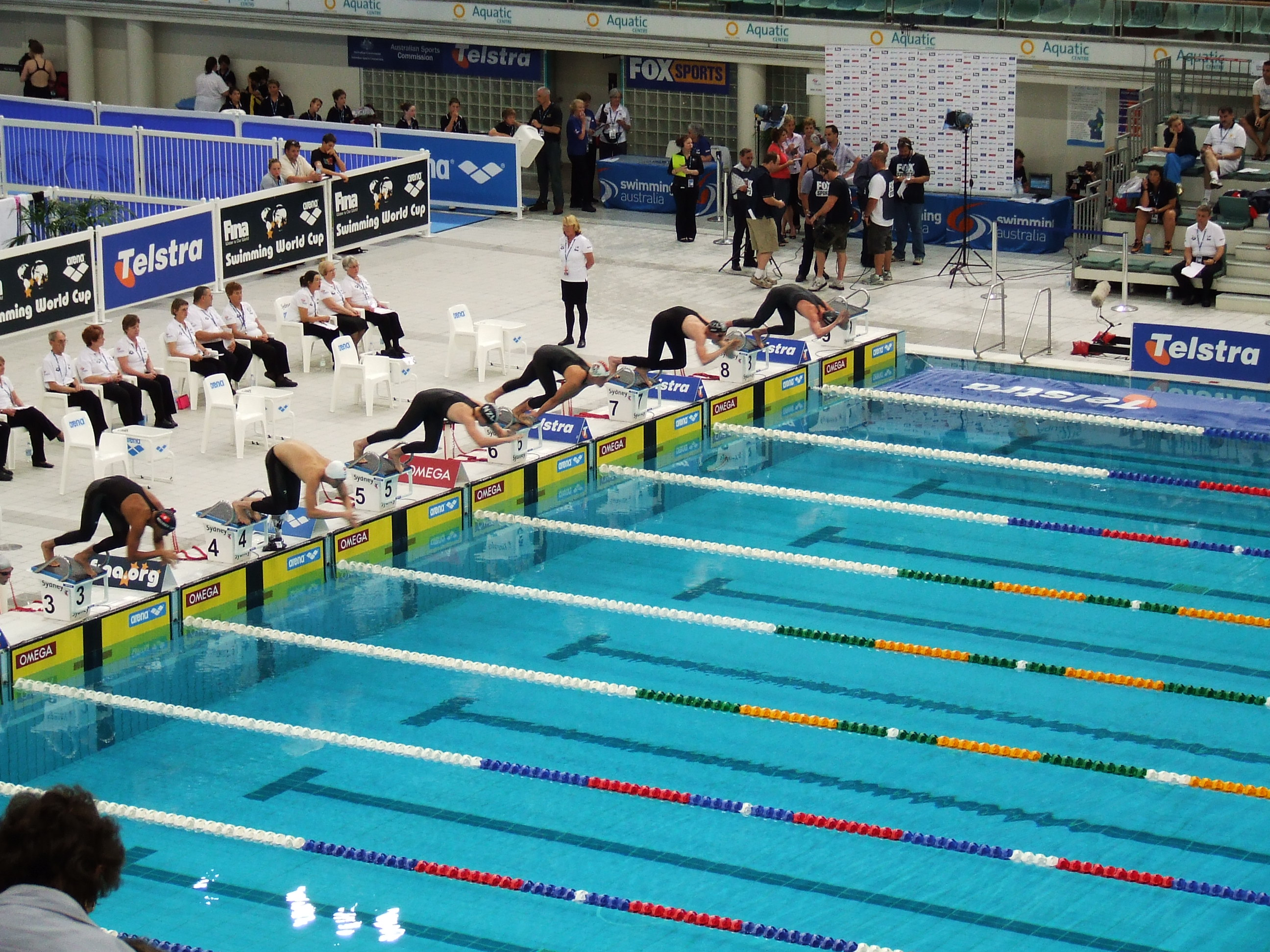
Cúp Bơi Thế giới năm 2008 tại Trung tâm thể thao dưới nước Công viên Olympic Sydney.

FINA tổ chức một giải vô địch có cả năm phân môn (gọi là "Giải vô địch Thế giới"), cũng như các giải vô địch thế giới và sự kiện hàng năm của từng phân môn.

### Giải Vô địch Thế giới các môn thể thao dưới nước
Sự kiện lớn nhất của FINA là Giải Vô địch Thế giới các môn thể thao dưới nước (tiếng Anh: FINA World Aquatics Championships) hai năm tổ chức một lần, hiện được tổ chức vào năm lẻ. Đây là giải đấu bao gồm cả năm phân môn. Tới trước năm 2000, sự kiện được tổ chức 4 năm một lần, giữa các kỳ Thế vận hội (Mùa hè).

### Giải vô địch các phân môn
- Bơi: Giải Vô địch Bơi Thế giới (25 m), (hay "bể ngắn"). Được tổ chức hai năm một lần (vào các năm chẵn), bơi trong các bể có chiều dài 25 mét (Olympic và Giải vô địch thế giới là bể 50m).
- Bóng nước: Giải Bóng nước Thế giới (nam và nữ).
- Nhảy cầu: Diving World Series.
- Ngoài trời: Giải Vô địch Bơi ngoài trời Thế giới. Diễn ra vào các năm chẵn từ 2000-2010.
- Bơi nghệ thuật: Cúp Bơi nghệ thuật Thế giới.
- Masters: World Masters Championships. Hai năm một lần vào năm chẵn. "Masters" là giải đấu dành cho người trưởng thành (20 tuổi trở lên). Giải vô địch gồm cả năm phân môn.

### Các giải khác
Ngoài các giải vô địch ở trên, FINA cũng tổ chức các giải thường niên:
- World Cups: môn bơi, bóng nước (nam, nữ), nhảy cầu, nhảy cầu cao, ngoài trời (10Ks) và nghệ thuật.
- Grand Prix: Loạt giải đấu/cuộc đua của nhiều nội dung thi đấu ngoài trời (bơi trên 10 km).
- Trẻ thế giới: Các giải vô địch thế giới dành cho lứa trẻ (thường dưới 18 tuổi, mặc dù có thể khác nhau tùy theo phân môn/giới tính). Các giải bơi, bóng nước, nhảy cầu và bơi nghệ thuật. Môn bơi ngoài trời bắt đầu từ năm 2012.
- World Men's Water Polo Development Trophy